# Macaco de capell
El macaco de capell (Macaca radiata) és una espècie de primat catarrí de la família dels cercopitècids. És endèmic del sud de l'Índia. La invasió humana accelerada de les últimes dècades ha suscitat preocupació pel destí de l'espècie al seu medi natural.
L'espècie és tant arborícola com terrestre. Viu a tota mena de boscos, des de matollars fins a boscos perennes i caducifolis, passant per plantacions, terres cultivables i àrees urbanes. Tolera bé els hàbitats pertorbats per l'activitat humana. Es troba a elevacions per sota dels 2.000 metres, però pot habitar a altituds de fins a 2.600 msnm.